# TAM-Linhas-Aéreas-Flug 3054
TAM-Linhas-Aéreas-Flug 3054 (JJ 3054) war ein Inlandslinienflug der brasilianischen Fluggesellschaft TAM Linhas Aéreas mit einem Airbus A320 von Porto Alegre nach São Paulo. Die Maschine verunglückte am 17. Juli 2007 um 18:50 Uhr Ortszeit (23:50 Uhr MESZ) bei der Landung auf dem Flughafen São Paulo-Congonhas.

## Verlauf

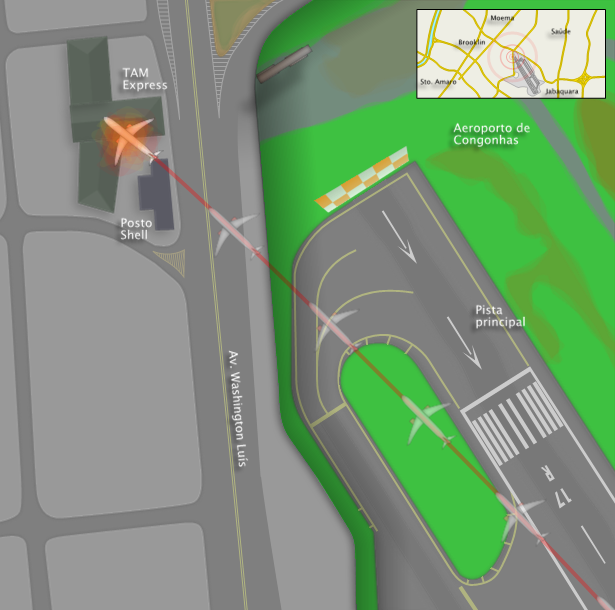
Lageplan des Unfallortes

Das Flugzeug startete auf dem Flughafen Porto Alegre um 17:16 Uhr Ortszeit (21:16 Uhr MESZ). Der Unfall ereignete sich bei der Landung auf dem internationalen Flughafen São Paulo-Congonhas um 18:50 Uhr Ortszeit (23:50 Uhr MESZ). Die Maschine befand sich nach dem erfolgreichen Aufsetzen auf der Landebahn im Abbremsmanöver. Augenzeugenberichten zufolge rutschte die Maschine durch Aquaplaning unkontrolliert über die Landebahn. Gesichert ist, dass das Flugzeug über das Landebahnende hinaus rollte, die etwa 15 Meter tiefer liegende viel befahrene Avenida Washington Luís überquerte und daraufhin ein Luftfrachtgebäude der TAM traf und in Brand geriet.
Am Folgetag des Absturzes bargen Bergungsmannschaften den Flugdatenschreiber der Maschine. Nach Angaben der brasilianischen Abgeordneten Efraim Filho und Marco Maia ergab eine erste Auswertung der Black Box, dass das Flugzeug zum Zeitpunkt des Aufpralls immer noch eine Geschwindigkeit von 175 km/h aufwies. Dies lässt sich auf zwei Gründe zurückführen: Zum einen gab TAM zu, dass die Schubumkehr eines Triebwerks nicht funktionstüchtig gewesen sei, zum anderen seien die Störklappen (engl. „spoiler“), die bremsende Luftverwirbelungen produzieren, nicht ausgefahren gewesen. Dies lag nach vorläufigen Untersuchungen daran, dass der Pilot aufgrund des defekten bzw. deaktivierten Umkehrschubs an Triebwerk 2 (rechts) den rechten Schubhebel nicht wie gefordert auf „idle“ (Leerlauf) stellte, sondern ihn nach dem Aufsetzen auf „climb“ (steigen) stehen ließ, während er den linken Schubhebel auf die Position „reverse“ (Umkehrschub) stellte. Aufgrund der Position des rechten Schubhebels verhinderte die Elektronik des Flugzeugs das Ausfahren der Störklappen und das Aktivieren der automatischen Bremse. Damit stand zunächst bis auf den Umkehrschub an Triebwerk 1 keines der automatischen Bremssysteme zur Verfügung, während Triebwerk 2 weiter Vorwärtsschub erzeugte. Zusätzlich zog das Flugzeug durch den asymmetrischen Schub der beiden Triebwerke stark nach links. Die Piloten versuchten ca. 11 Sekunden nach dem Aufsetzen mit der manuellen Bremse abzubremsen und die Maschine auf der Landebahn zu halten, dies geschah jedoch zu spät. So verließ die Maschine mit ca. 100 kn (ca. 180 km/h) nach schräg links das Ende der Landebahn. Im Gegensatz zu früheren Meldungen war auch nicht versucht worden, durchzustarten; dies ergab die Analyse des Stimmrekorders.
Ähnlich war die Ursache des Unfalls eines Airbus A310 der S7 Airlines am 9. Juli 2006 in Irkutsk, bei dem 125 Menschen starben: Änderungen des Umkehrschubs rechts bewirkten versehentlich und unbemerkt erneuten Vorwärtsschub des linken Triebwerks, dessen Schubumkehr deaktiviert war. Die Stellung der Schubregler bewirkte daraufhin, dass die bereits ausgefahrenen Störklappen an den Tragflächen automatisch wieder eingefahren wurden und das automatische Bremssystem deaktiviert wurde. Dadurch kam die Maschine von der Landebahn ab und schoss über sie hinaus.
Es handelte sich bei dem Unfall um den 16. Totalverlust eines Airbus A320.

## Opfer

### Allgemein
Bei dem Unfall kamen insgesamt 199 Menschen ums Leben; 187 davon waren zum Zeitpunkt des Unfalls an Bord der Maschine: 162 Passagiere, 19 mitreisende Mitarbeiter der Fluggesellschaft und sechs Besatzungsmitglieder. Zwölf Personen starben am Boden, vierzehn weitere Personen am Boden wurden verletzt. Es war sowohl der folgenschwerste Flugunfall in Lateinamerika als auch der schwerste eines Airbus A320 überhaupt.

### Bekannte Opfer
Bei dem Unfall kamen mit Júlio Redecker und Paulo Rogério Amoretty Souza zwei landesweit bekannte Persönlichkeiten ums Leben. Redecker aus Novo Hamburgo (RS) war der Oppositionsführer im brasilianischen Abgeordnetenhaus. Von 1995 bis zu seinem Tod war er für verschiedene Parteien (zuletzt für die PSDB) für die Dauer von insgesamt vier Legislaturperioden Mitglied des Parlaments. Er befand sich auf dem Weg nach Washington zu einem Treffen mit Abgeordneten des Parlaments der USA. Amoretty Souza aus Porto Alegre war von 1998 bis 1999 Präsident des brasilianischen Fußballvereins SC Internacional sowie bis zu seinem Tod Mitglied des Präsidiums des brasilianischen Tennisbundes (CBT) und Rechtsanwalt des Fußballvereins SC Corinthians Paulista.

## Fluggerät

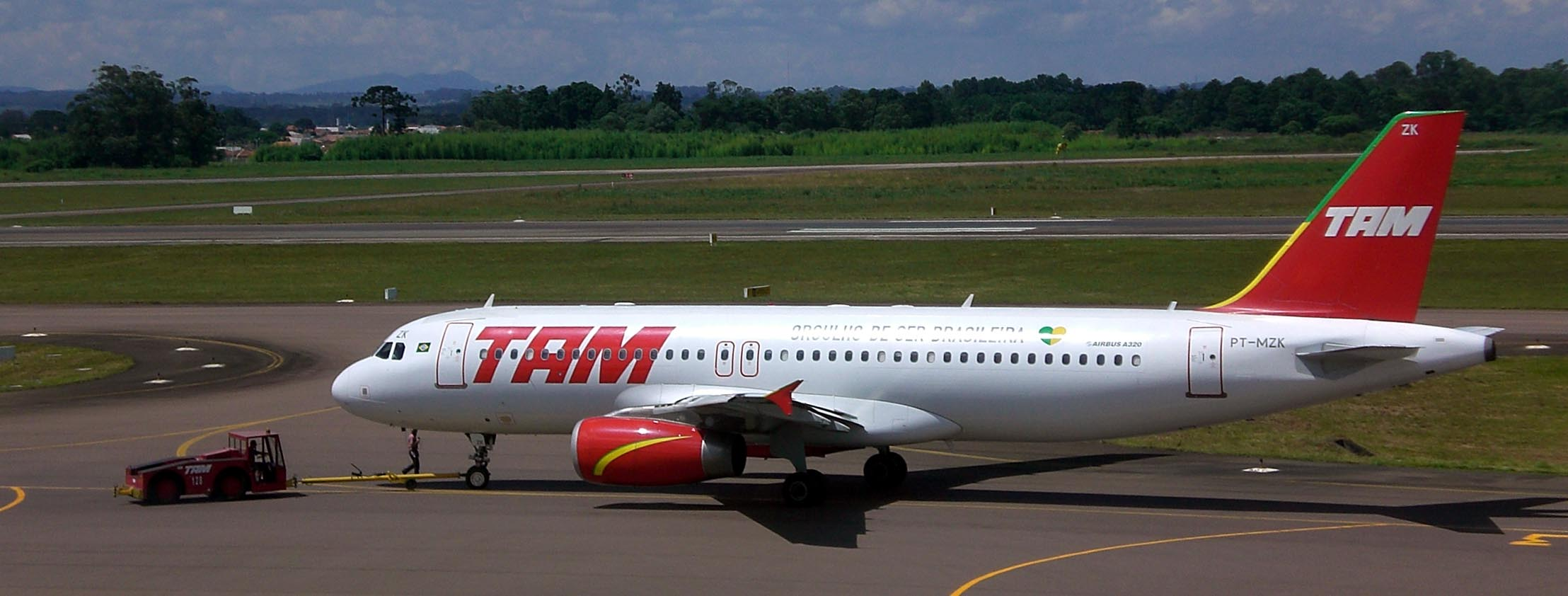
Airbus A320 der TAM

Das Flugzeug war ein Airbus A320-233 mit dem Luftfahrzeugkennzeichen PR-MBK und der Seriennummer 789. Es wurde von zwei International-Aero-V2527E-A5-Motoren angetrieben. Die Maschine wurde im Februar 1998 fertiggestellt und im März 1998 von TACA in Dienst gestellt. Ab November 2003 flog sie für Pacific Airlines. Vor dem Unfall gehörte sie Pegasus Aviation und war seit Dezember 2006 im Dienst der TAM. Zum Zeitpunkt des Unfalls hatte das Flugzeug ca. 26.320 Flugstunden und mehr als 9.300 Flüge absolviert. Der letzte A-Check erfolgte am 13. Juli 2007. Eine Überprüfung der Flugzeugstruktur erfolgte am 20. November 2006. Inzwischen wurde bestätigt, dass bereits Tage vor dem Unfall Probleme mit der Schubumkehr auftraten, weshalb diese für das rechte Triebwerk deaktiviert wurde. Laut Angaben von TAM ist diese Vorgehensweise nach den Richtlinien des Herstellers zulässig.

## Besatzung

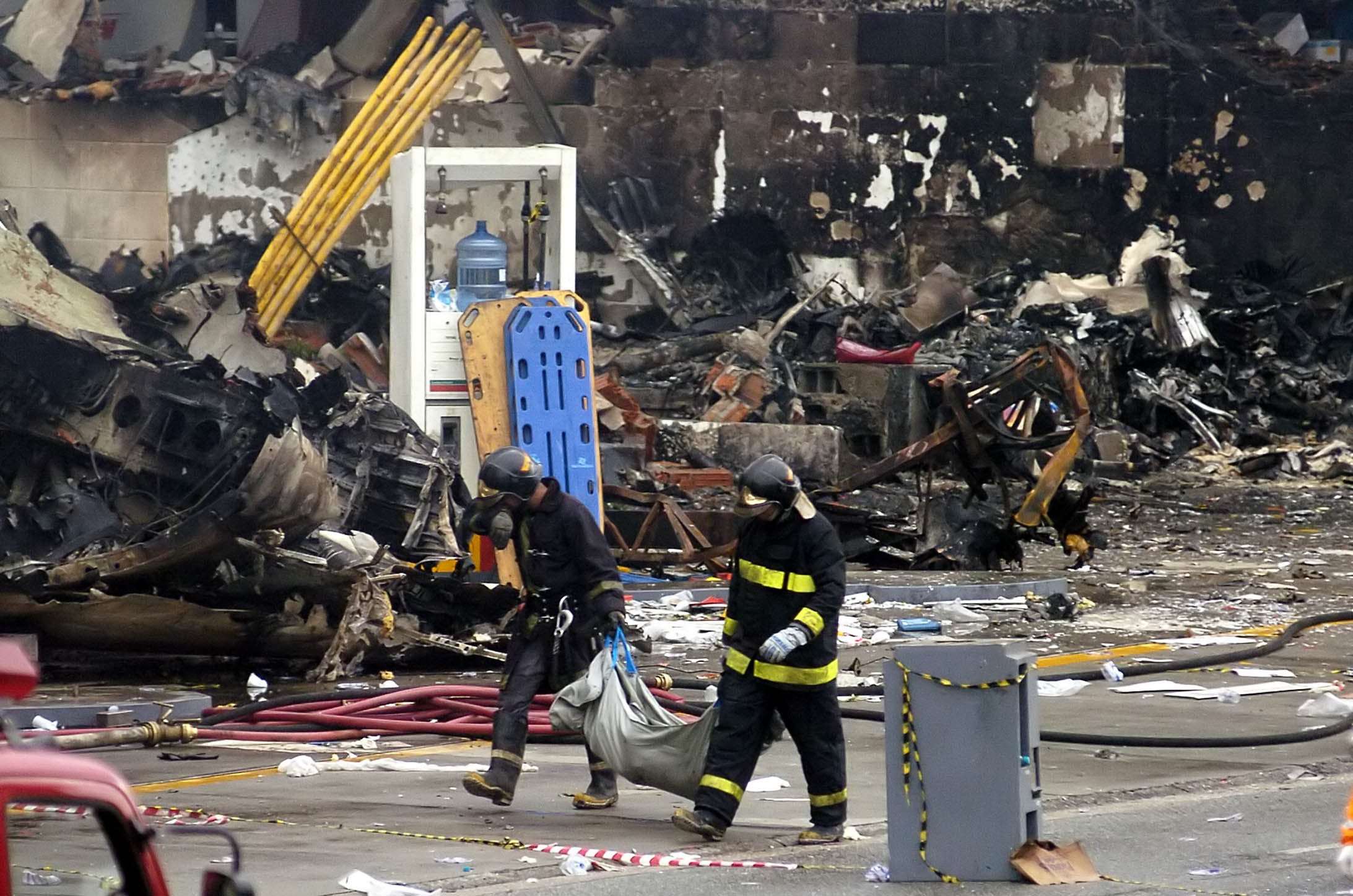
Feuerwehrleute transportieren die Leiche eines der Opfer vom Unfallort

Der Kapitän Henrique Stephanini di Sacco (geboren am 29. Oktober 1954) aus São Paulo (Bundesstaat: São Paulo) besaß 14.486 Stunden Flugerfahrung und war seit November 2006 bei TAM beschäftigt. Im Vorfeld war er Pilot bei Transbrasil. Sein Copilot Kleyber Lima (geboren am 22. März 1953) aus Porto Velho (Bundesstaat: Rondônia) besaß 13.654,4 Stunden Flugerfahrung innerhalb der TAM (Gesamterfahrung: 14.744,1 Stunden) und war seit November 1987 bei TAM beschäftigt.

## Sicherheitsbedenken am Flughafen São Paulo-Congonhas

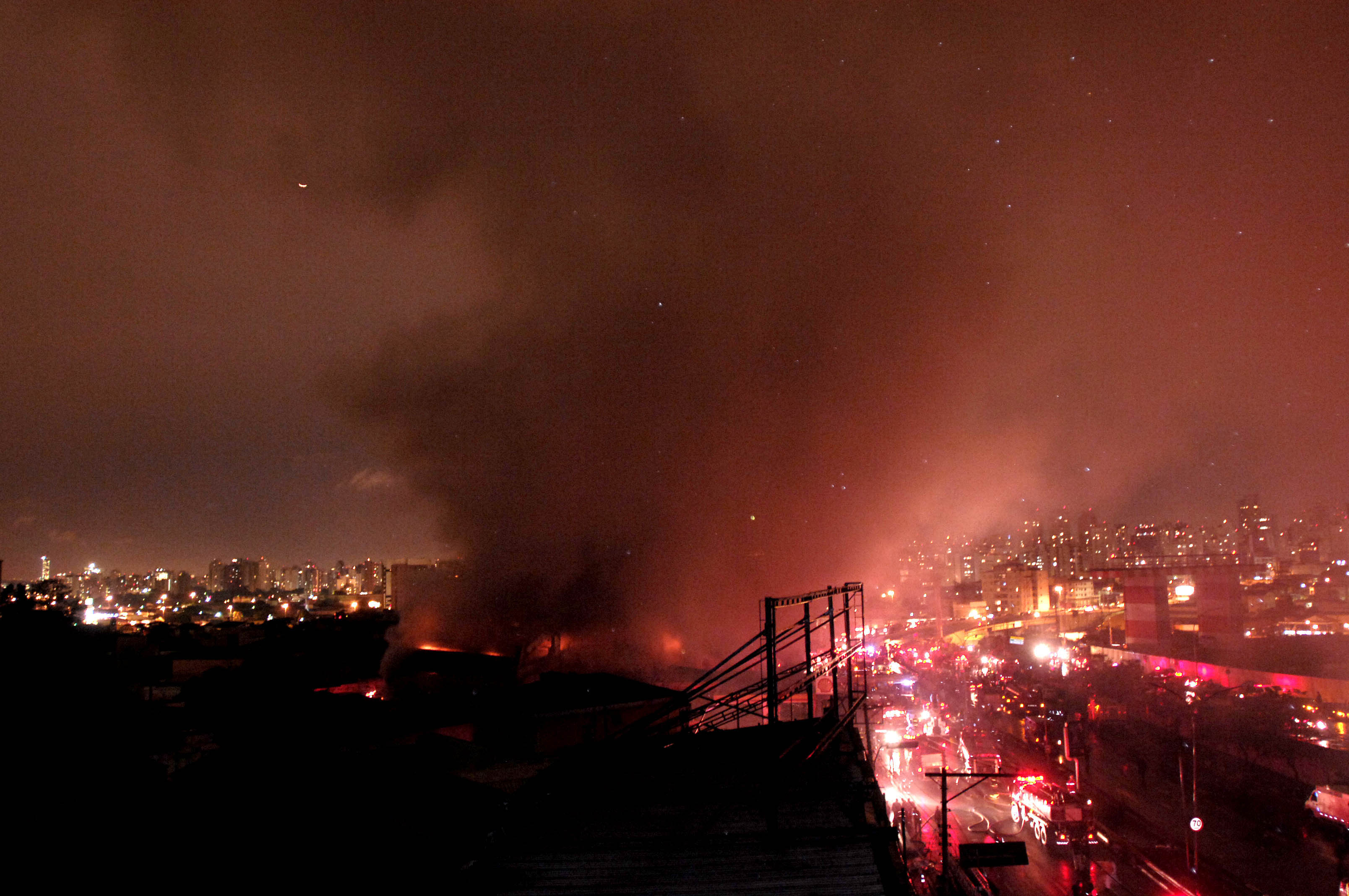
Der Unfallort ist auf der anderen Seite der Avenida Washington Luís. Der rot-weiß-lackierte Turm des Approach Lighting System ist auf der rechten Seite erkennbar.

Das Vertrauen in die Flugsicherheit in Brasilien im Allgemeinen ist seit September 2006 erschüttert, als eine Boeing 737 auf dem Gol-Transportes-Aéreos-Flug 1907 mit einer Embraer Legacy 600 über dem Regenwald des Amazonas zusammenstieß. Auf Sicherheitsprobleme in Congonhas wurde vor dem TAM-Unglück bereits mehrfach hingewiesen. Einerseits sind die beiden Landebahnen mit 1940 Meter (Hauptbahn) bzw. 1435 Meter (Nebenbahn) relativ kurz, andererseits gibt es speziell in nordwestlicher Richtung (in der die TAM-Maschine aufsetzte) am Ende der Landebahnen so gut wie keine Auslaufzone. In dieser Richtung enden beide Bahnen direkt vor einem etwa 15 Meter hohen Abhang mit ca. 30° Gefälle, auf den eine achtspurige und eine sechsspurige Hauptverkehrsstraße folgen, die mit Gebäuden gesäumt sind.
Auch war bekannt, dass in Congonhas bei Regen Aquaplaning-Probleme durch angesammeltes Regenwasser auf den Landebahnen bestanden.
Im Februar 2007 entschied der Richter eines brasilianischen Bundesgerichtes, dass die Flugzeugtypen Fokker 100, Boeing 737-800 und Boeing 737-700 den Flughafen nicht mehr benutzen dürfen. Der Airbus A320 war nicht unter den verbannten Fluggeräten, obwohl er schwerer als sowohl Fokker 100 und Boeing 737-700 ist. Piloten hatten beklagt, dass stehendes Wasser auf der Landebahn die Bremsfähigkeiten einschränke und für die Flugzeuge Aquaplaning-Gefahr bestand; unter anderem rutschte 2006 eine Boeing 737 der brasilianischen Fluggesellschaft BRA Transportes Aéreos (BRA) über das Landebahnende hinaus, kam jedoch noch knapp vor dem Abhang zum Stehen. Der Richter hatte entschieden, dass die Landebahn um 388 Meter (1275 ft) länger sein müsse, um von den genannten Flugzeugtypen sicher benutzt werden zu können. Zum damaligen Zeitpunkt hatte sich die Fluggesellschaft TAM gegen die Entscheidung des Gerichtes gewandt. Die Flughafenverwaltung legte Einspruch gegen die Gerichtsentscheidung ein, die dann am Tag darauf aufgehoben wurde. Ein Berufungsgericht begründete die Maßnahme damit, dass die wirtschaftlichen Folgen zu schwerwiegend seien und die Sicherheitsbefürchtungen eine solch drastische Maßnahme nicht rechtfertigten. „Die Landebahn war wegen des öffentlichen Drucks wiedereröffnet worden“, warf der Luftfahrtconsultant Gianfranco Beting in einem Fernsehinterview vor. „Das war eine Katastrophe auf Abruf.“

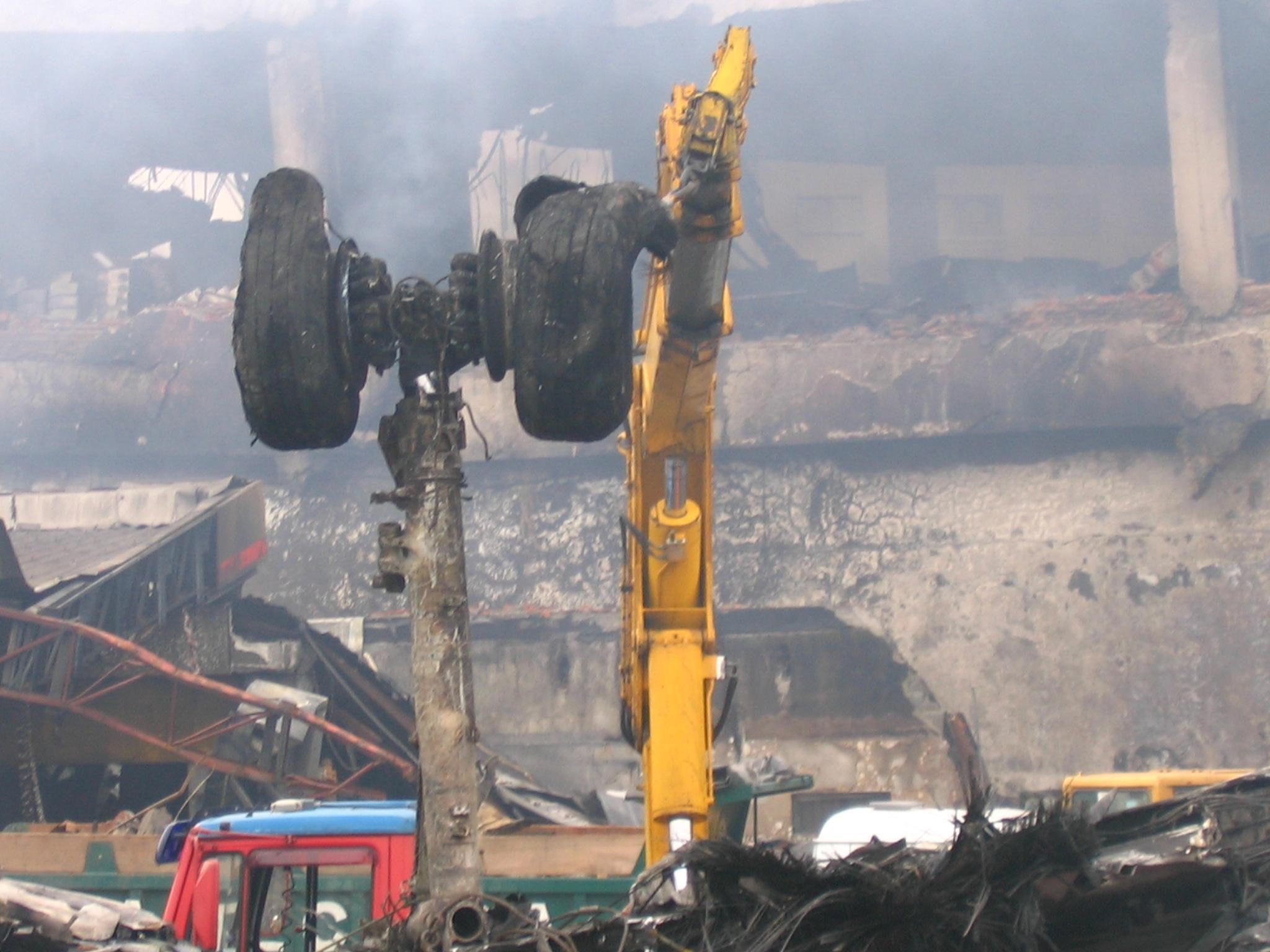
Teile des Hauptfahrwerks werden geborgen

Infraero, die staatliche Betreibergesellschaft der meisten Flughäfen Brasiliens, hat seitdem einige Maßnahmen ergriffen, um das Risiko einer Überflutung der Landebahn zu verringern, aber diese Arbeiten waren Berichten zufolge noch nicht abgeschlossen. So fehlten eingefräste Wasserablaufrillen. Die Hauptlandebahn war zuvor für mehrere Wochen geschlossen gewesen, um das Problem mit stehendem Wasser zu beseitigen. Am 16. Juli 2007, einen Tag vor dem fatalen Zwischenfall, hatten zwei andere Flugzeuge Probleme mit Aquaplaning, bei denen es jedoch keine Verletzten gab. Eine dieser Maschinen, eine ATR 42 der Pantanal Linhas Aéreas schlitterte dabei unter ähnlichen Wetterbedingungen von der Landebahn auf das Gras.

## Folgen des Unfalls
Auf Grund des grundsätzlichen Sicherheitsrisikos des Flughafens war zeitweilig dessen Schließung im Gespräch. Des Weiteren wurde der Chef der brasilianischen Flughafenbetreiber Infraero, Carlos Pereira, entlassen, da Infraero die Landebahn trotz der fehlenden Entwässerungsrillen freigegeben habe. Das beschädigte Gebäude wurde abgerissen, und an dessen Stelle eine Gedenkstätte für die Opfer errichtet.
14 Jahre später, im Jahr 2021 wurde die Asphaltfläche der Landebahn 17R/35L an den Enden um 70 bzw. 75 Meter verlängert und mit dem Notbremssystem  EMAS ausgestattet. Die beiden Konstruktionen wurden auf Stelzen über dem Abhang des Flughafengeländes errichtet und kosteten umgerechnet etwa 18 Millionen Euro.